# Katastralgemeinde Lorenzenberg
Die Katastralgemeinde Lorenzenberg ist eine von zwei Katastralgemeinden der Gemeinde Micheldorf im Bezirk Sankt Veit an der Glan in Kärnten. Sie hat eine Fläche von 1149,76 ha.
Die Katastralgemeinde gehört zum Sprengel des Vermessungsamtes Klagenfurt.

## Lage
Die Katastralgemeinde liegt im Norden des politischen Bezirks Sankt Veit an der Glan. Sie umfasst Gebiete im Südosten des Friesacher Felds und im Südwesten des Guttaringer Berglands. Die Katastralgemeinde erstreckt sich über eine Höhenlage von 605 Metern an der Metnitz am Südwestrand der Katastralgemeinde bis zu 1262 Metern am Ochsenkogel nahe des östlichen Rands der Katastralgemeinde. Die Katastralgemeinde Lorenzenberg grenzt im Norden an die zur Gemeinde Friesach gehörenden Katastralgemeinden Friesach und Zeltschach, im Süden an die zur Gemeinde Althofen gehörende Katastralgemeinde Töscheldorf und im Westen an die Katastralgemeinde Micheldorf.

## Ortschaften
Auf dem Gebiet der Katastralgemeinde Lorenzenberg befinden sich jeweils zur Gänze die Ortschaften Gulitzen, Lorenzenberg und Ruhsdorf sowie jeweils kleine Teile der Ortschaften Hirt, Micheldorf und Schödendorf.

## Vermessungsamt-Sprengel
Die Katastralgemeinde gehört seit 1. Jänner 1998 zum Sprengel des Vermessungsamtes Klagenfurt. Davor war sie Teil des Sprengels des Vermessungsamtes St. Veit an der Glan.

## Geschichte
Ende des 18. Jahrhunderts wurden die Kärntner Steuergemeinden (später: Katastralgemeinden) gebildet und Steuerbezirken zugeordnet. Die Steuergemeinde Lorenzenberg wurde Teil des Steuerbezirks Althofen (Herrschaft und Landgericht).
Im Zuge der Reformen nach der Revolution 1848/49 wurden die Steuerbezirke aufgelöst und Ortsgemeinden geschaffen. Die Katastralgemeinde Lorenzenberg kam an die Gemeinde Friesach. Die Größe der Katastralgemeinde Micheldorf wurde 1854 mit 3080 Österreichischen Joch und 545 Klaftern (ca. 1771 ha und somit etwa 54 % mehr als die heutige Fläche) angegeben. Im Jahr 1854 hatte die Katastralgemeinde 348 Einwohner, im Jahr 1865 waren es 423. Die Katastralgemeinde in ihrer damaligen Größe reichte im Süden über Töscheldorf und Krumfelden hinaus bis an den heutigen Nordrand des Gemeindehauptorts Althofen.
1873 wurde im Süden ein Teil der Katastralgemeinde Lorenzenberg abgespaltet und als neu errichtete Katastralgemeinde Töscheldorf an die Gemeinde Althofen angeschlossen. Lorenzenberg verlor dadurch gut ein Drittel seiner Fläche und etwa die Hälfte seiner Einwohner. Der nördliche Teil von Aich sowie die Ortschaften Eberdorf, Krumfelden, Muraniberg, Rabenstein und Töscheldorf gehören seither zur Gemeinde Althofen, deren Hauptort für sie näher lag als ihr bisheriger Gemeindehauptort Friesach.
1892 wurde die Katastralgemeinde Lorenzenberg von der Gemeinde Friesach abgespalten und kam an die damals neu errichtete Gemeinde Micheldorf. Im Zuge der Gemeindestrukturreform 1973 wurde die Gemeinde Micheldorf aufgelöst; die Katastralgemeinde Lorenzenberg kam zurück an die Gemeinde Friesach. 1992 wurde die Gemeinde Micheldorf wiedererrichtet, seither gehört die Katastralgemeinde Lorenzenberg wieder zur Gemeinde Micheldorf.
Die Katastralgemeinde Lorenzenberg gehörte ab 1850 zum politischen Bezirk Sankt Veit an der Glan und zum Gerichtsbezirk Friesach. Von 1854 bis 1868 gehörte sie zum Gemischten Bezirk Friesach. 1868 kam sie zum politischen Bezirk Sankt Veit an der Glan, zu dem sie bis heute gehört. Was die Gerichtsbarkeit betrifft, kam sie 1868 zum Gerichtsbezirk Friesach; seit dessen Auflösung 1978 gehört sie zum Gerichtsbezirk Sankt Veit an der Glan.